# Przyborze (Voivodato de Pomerania Occidental)

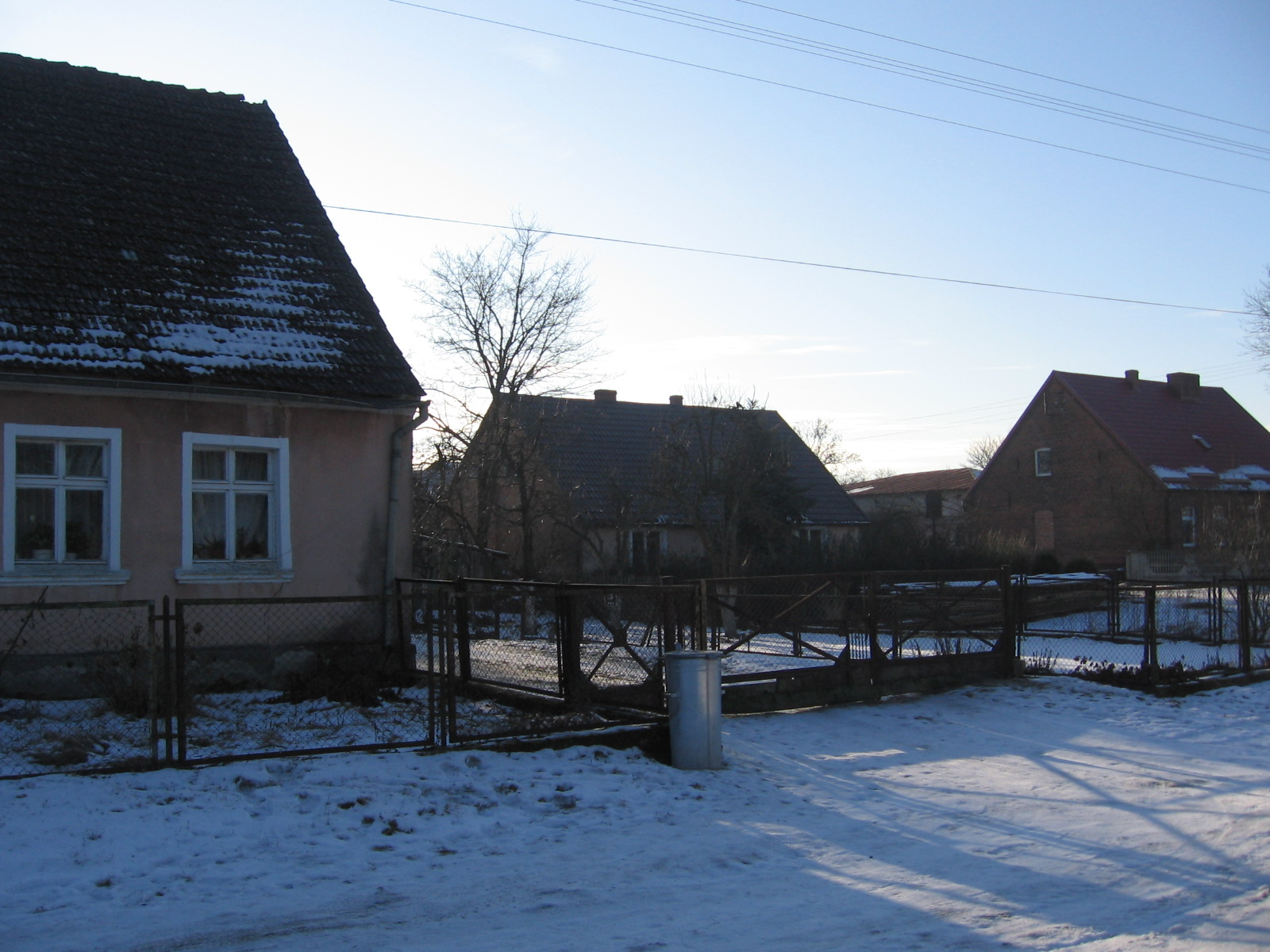
El paisaje de invierno de Przyborze.

Przyborze (alemán. Piepenberg, Piepenhagen, Pipihoga) es un pueblo en Polonia situado en el Voivodato de Pomerania Occidental, en el distrito de Łobez, en el municipio de Łobez, que directamente tiene fronteras con la ciudad de Łobez. El pueblo es una parte del sołectwo de Dalno. Entre 1975 y 1998 el pueblo perteneció al Voivodato de Szczecin.